# Visconde de Alvalade
Visconde de Alvalade é um título nobiliárquico criado por D. Carlos I de Portugal, por Decreto de 22 de Junho de 1898, em favor de Alfredo Augusto das Neves Holtreman.

## Viscondes de Alvalade (1898)

### Titulares
1. Alfredo Augusto das Neves Holtreman, 1.º Visconde de Alvalade.

### Armas
As dos Holtreman.